# Jørgen Stegelmann
Jørgen Krøyer Stegelmann (født 18. juli 1925 i København, død 25. marts 1999) var en dansk forfatter, teolog, lærer, skoleleder, filmkritiker og manuskriptforfatter.
Stegelmann blev student i 1944 og cand.theol. fra Københavns Universitet i 1951. Allerede inden var han blevet leder af Det danske Filmsamfunds kontor og lærer ved Krebs Skole. Han blev skolens bestyrer i 1955 og besad denne stilling indtil 1993, hvor han frivilligt overdrog posten. Interessen for film betød, at han i 1948 blev filmkritiker ved København og senere Dagbladet Information og Berlingske Tidende. Han var senere medredaktør på magasinerne Film Forum og Kosmorama og fra 1968 filmkonsulent ved Tv-biografen. Han prøvede selv kræfter som manuskriptforfater til filmen Giv Gud en chance om søndagen, der fik premiere i 1970 og skrev desuden en række bøger.
Jørgen Stegelmann var gift med Bodil Stegelmann, og far til Jakob Stegelmann.